# Mézières-lez-Cléry

Mézières-lez-Cléry este o comună în departamentul Loiret din centrul Franței. În 1 ianuarie 2022 avea o populație de 857 de locuitori.